# Упіралово
Упіра́лово (рос. Упиралово) — присілок у складі Нікольського району Вологодської області, Росія. Входить до складу Краснополянського сільського поселення.

## Населення
Населення — 6 осіб (2010; 34 у 2002).
Національний склад (станом на 2002 рік):
- росіяни — 97 %